# Fortaleza de Nossa Senhora da Conceição

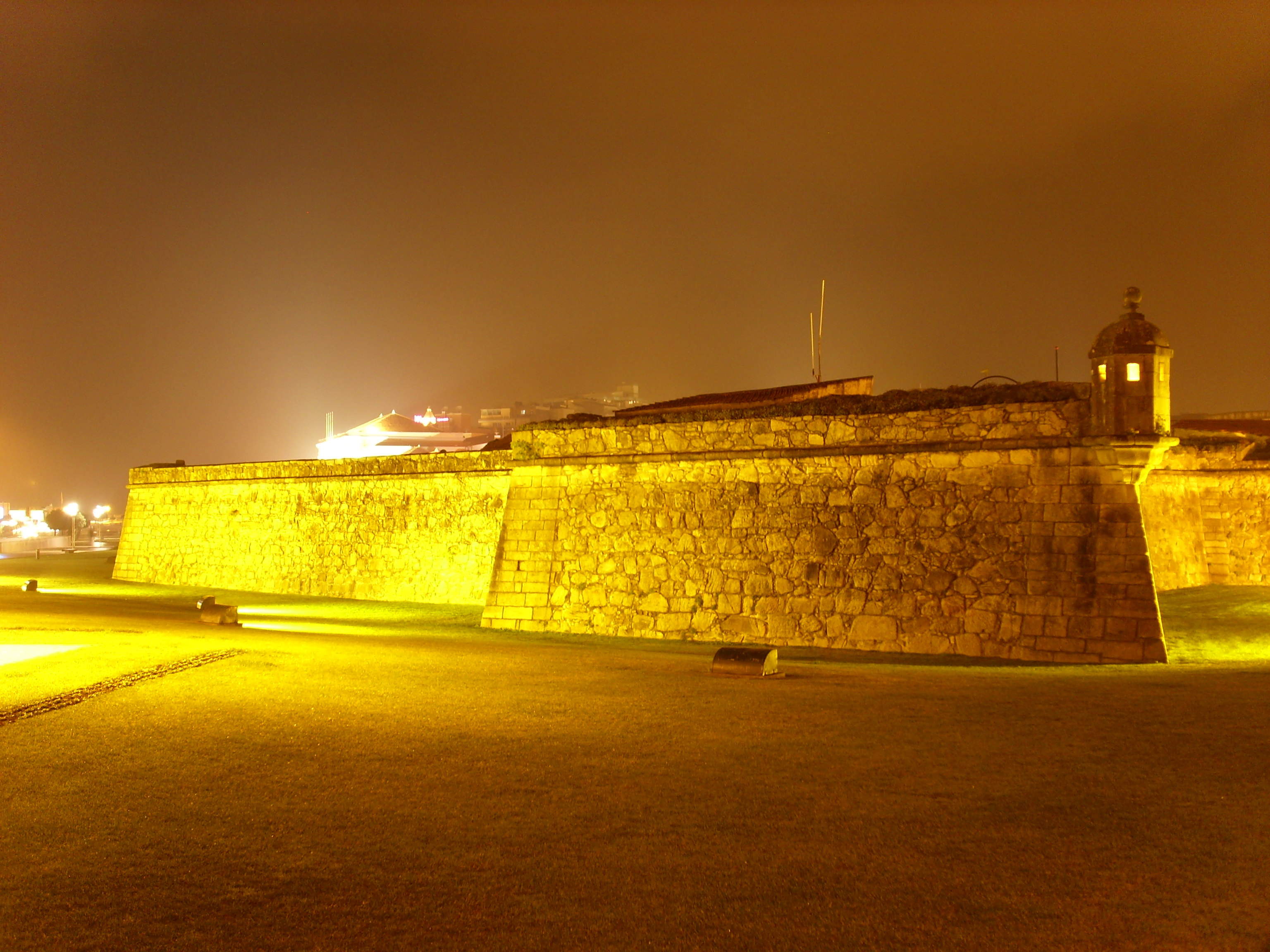
Detalle de la Fortaleza de Nossa Senhora da Conceição.

La Fortaleza de Nossa Senhora da Conceição, popularmente conocida como Castelo da Póvoa, se localiza en Póvoa de Varzim, en el Distrito de Oporto, en Portugal.
A fin de proteger a esta importante comunidad pesquera del ataque de corsarios, su construcción fue iniciada en 1701, en el reinado de Pedro II (1667-1705), siendo concluida en 1740, en el de su sucesor, Juan V (1705-50).
En el pasado, su terraplén fue el lugar privilegiado de la comunidad para celebrar los festejos de San Pedro. Actualmente, sus edificios albergan el cuartel de la Brigada Fiscal de la Guarda Nacional Republicana y el acceso al interior de la fortaleza está condicionado, debido a su nueva función.
Todos los años tiene lugar en la fortaleza la procesión de Nossa Senhora da Conceição do Castelo en la noche del 7 al 8 de diciembre.
- Datos: Q5049736
- Multimedia: Fortaleza de Nossa Senhora da Conceição / Q5049736